# A spasso con i dinosauri
A spasso con i dinosauri (Walking with Dinosaurs) è un film del 2013 diretto da Neil Nightingale e Barry Cook.
La produzione aveva a disposizione dinosauri animati al computer in contesti live-action, con attori come John Leguizamo, Justin Long, Tiya Sircar e Skyler Stone per il doppiaggio dei personaggi.

## Trama
I fratelli Ricky e Jade passano le vacanze con lo zio Zack, paleontologo, ma Ricky non è molto entusiasta. Per tirare su il morale ai ragazzi, Zack mostra ai ragazzi un dente fossilizzato di Gorgosaurus ritrovato nello scavo dove i tre si stanno dirigendo, e chiede ai ragazzi come secondo loro il dinosauro possa aver perso il dente. Giunti all'inizio del sentiero, Zack e Jade si incamminano per raggiungere lo scavo, mentre Ricky decide di rimanere nell'auto. All'improvviso un corvo atterra sul tettuccio dell'auto e inizia a dialogare con Ricky sui suoi antenati dinosauri.
La storia ci riporta in Alaska, durante il periodo Cretaceo, a circa 70 milioni di anni fa, dove, Alex, un piccolo Alexornis, ci narra la straordinaria storia di Patchi, un piccolo di Pachyrhinosaurus. Patchi è l‘ultimo nato della cucciolata e vive, sia con suo fratello maggiore Scowler, che con molti altri suoi fratelli in una grande mandria. Mentre cerca di raggiungere del cibo che la madre gli aveva portato, questo gli viene puntualmente rubato dal dispettoso Scowler, ma compie l'imprudenza di uscire dal nido, per cui, nonostante gli avvertimenti di Alex, il piccolo dinosauro viene catturato da un Troodon, che, nell'afferrarlo gli procura un buco nel collare osseo. Fortunatamente interviene il padre di Patchi, Bulldast, che spaventa il predatore, il quale, però, riesce a lanciare Patchi nel bosco. Nel tentativo di tornare al nido, Patchi finisce con l'inseguire un Alphadon, ma viene travolto dalle feci di un Edmontonia, per poi venire inseguito da tre Hesperonychus che, in quell'istante, stavano attaccando l'Alphadon. Fortunatamente l'intervento della madre salva il piccolo dai tre carnivori.

### Patchi cresce
Con il passare del tempo, Patchi esce sempre più spesso dal nido, e, in una di queste occasioni, incontra Juniper, una cucciola della sua stessa specie, della quale si innamora. Dopo la promessa di quest'ultima di rincontrarsi, Patchi ritorna ogni giorno per cinque giorni di seguito, nel punto si sono incontrati per la prima volta, ma il quinto giorno Alex lo informa che da cinque giorni il branco di Juniper ha iniziato a migrare verso sud. Anche il branco di Patchi, dopo qualche giorno si mette in marcia verso sud.

### Gorgon
Ma durante la strada, la mandria è costretta a passare attraverso una foresta dove un fulmine fa scoppiare un incendio. Durante la fuga, Patchi e Scowler vengono separati dal branco ed inseguiti da Gorgon, un terribile Gorgosaurus. La madre di Patchi, invece, nel tentativo di proteggere gli altri suoi cuccioli, viene attaccata e uccisa da altri due Gorgosauri. Proprio quando sembra che Patchi e Scowler stiano per essere mangiati da Gorgon, dalle fiamme esce Bulldast il quale ingaggia una violenta lotta contro il carnivoro, che si conclude con la vittoria del predatore. La mattina seguente, Patchi e Scowler si riuniscono alla mandria e scoprono che il nuovo capobranco è diventato Major. Qui Patchi rincontra Juniper, così i tre si mettono in marcia. Durante il tragitto in una vallata attraversata da un fiume, la mandria viene nuovamente attaccata da un gruppo di Gorgosauri, che, con un'astuta strategia, separa i piccoli dagli gli anziani dal branco.

### La caduta nel fiume e il ritrovamento della mandria
Nella confusione generale, Juniper cade nel fiume e Patchi, seguito da un contrariato Scowler, la segue. La corrente del fiume trascina i tre protagonisti su una spiaggia, dove incontrano una mandria di Edmontosaurus. Grazie al consiglio di Alex decidono di seguirli; probabilmente i grossi erbivori sanno dove si trova del cibo, e quindi anche la mandria di Pachyrinosauri. Purtroppo Juniper è ferita per cui non riesce a tenere il passo, così, Patchi e Alex decidono di rimanere con lei, mentre Scowler, egoisticamente, procede senza badare a loro. Mentre sono sulla spiaggia, la marea inizia salire, quando alcuni granchi attirano l'attenzione di due enormi Quetzalcoatlus, che attaccano i due giovani dinosauri. Calata la notte, si inoltrano in una foresta, dove si imbattono in un Gorgon addormentato che credono in letargo. Dopo aver superato il carnivoro, i due vengono attaccati da un gruppo di Chirostenotes, contemporaneamente spaventati dallo stesso Gorgosauro che i due credevano addormentato. Dopo essere sfuggiti nuovamente al carnivoro, i due ritrovano finalmente, sia la mandria degli Edmontosauri, che quella dei Pachyrhinosauri, ritrovando anche Scowler, che sgarbatamente li saluta.

### Scowler è il nuovo capobranco
Durante le stagioni successive, il branco, sotto la guida di Major, percorre molte miglia. Nel frattempo Patchi, Juniper e Scowler sono diventati ormai adulti ed Alex suggerisce a Patchi di dichiarare i suoi sentimenti a Juniper. Ma, proprio mentre i due stavano per dichiararsi, Scowler esce vittorioso da un duello con Major diventando così il nuovo capobranco, di conseguenza l'unico membro del branco che possa accoppiarsi con le femmine. Purtroppo, Scowler si rivela inetto al comando, tanto da far passare in primavera l'intero branco sopra un lago ghiacciato. Solo l'ingegno di Patchi evita la catastrofe. Scowler, furioso con Patchi per aver guidato il branco al posto suo, lo sfida. Dopo una dura lotta però Patchi viene sconfitto e bloccato sotto un albero caduto. Juniper implora Scowler affinché liberi Patchi, ricordandogli che è suo fratello, ma Scowler arriva perfino a rinnegarlo, affermando di non avere un fratello.

### La depressione di Patchi
Calata la sera, Patchi, ormai sconsolato e depresso, decide di farla finita facedosi divorare da un gruppo di Troodon, ma arrivano anche due Quetzalcoatlus che si mettono a litigare con i Troodon per il possesso di una preda. Alex ne approfitta per rincuorare Patchi, ricordandogli che suo padre non era morto inutilmente, ma per salvare lui. Inoltre gli dice che se deve morire, lo deve fare per una giusta causa, soprattutto per la sua amata Juniper. Dopo il discorso del suo amico Alexornis, Patchi recupera la sua forza di volontà, si rialza, si scrolla il tronco di dosso e fa scappare i predatori con un forte ruggito. Patchi euforico, corre fino al branco, dove trova Juniper, sta di nuovo per dichiararsi, ma i due vengono nuovamente interrotti da dei tremendi ruggiti; solo allora Patchi si rende conto di dove si trovi la mandria: l'intero branco è fermo nella stessa vallata dove la mandria era stata attaccata per la prima volta dai Gorgosauri.

### La lotta tra Scowler e Gorgon
Infatti, Patchi scopre che la causa dei ruggiti è una furibonda battaglia tra Scowler e Gorgon, e la battaglia si sta svolgendo a favore del predatore. Scowler intima a Patchi di scappare e di guidare il branco lontano dal pericolo, ma in quel momento Patchi ripensa alle parole di Alex e decide di salvare il fratello, ordinando al branco di caricare i Gorgosauri. Patchi e Gorgon si ritrovano quindi a combattere l'uno contro l'altro in un duello mortale, dove Patchi riesce persino a spezzare una delle zampe anteriori del carnivoro, e alla fine, per porre fine alla battaglia, Patchi carica per tre volte di fila Gorgon esclamando:

### Scowler cede a Patchi il ruolo di capobranco
Dopo l'ultima carica, dalla mascella di Gorgon cadono alcuni denti. Stanco e ferito, Gorgon si ritira sconfitto insieme agli altri Gorgosauri. Patchi si riappacifica con il fratello, che gli cede il posto di capobranco, avendo compreso che è più intelligente di lui. Infine, Patchi si dichiara finalmente a Juniper, e, qualche mese dopo nasce il loro primo cucciolo, che verrà battezzato da Alex con il nome di Alex. La voce narrante dell'Alexornis afferma poi che accadde qualcosa che gli scienziati ancora non si sono spiegati e che cancellò per sempre i dinosauri dalla faccia della terra.
Ritornati nel presente, Ricky raggiunse suo zio e sua sorella negli scavi dove è stato trovato lo scheletro di un Gorgosaurus. Zack chiede al nipote se ha portato con sé il dente e lui annuisce; Ricky posiziona il dente in un buco della mandibola del fossile, riscontrando che il dente combacia perfettamente con il fossile, e si scopre quindi che lo scheletro appartiene a Gorgon.

## Personaggi
- Patchi: protagonista del film, è un giovane, curioso, altruista e impacciato cucciolo di Pachirinosauro. Essendo il più giovane dei suoi fratelli, è anche il più piccolo, spesso si trova in rivalità con suo fratello maggiore Scowler. All'inizio del film viene catturato da un Troodon che gli causerà anche il suo peculiare buco nel collare osseo. Si innamorerà di Juniper, trovando in lei la motivazione più importante per vivere e lottare. Alla fine diventerà lui stesso il capobranco e avrà dei figli con Juniper.
- Alex: un Alexornis, migliore amico di Patchi, compagno in tutte le sue avventure. Benché sia anche il narratore della storia, si tratta di una figura prevalentemente comica, visto il suo umorismo infantile. Sarà lui a incoraggiare Patchi nei momenti cruciali della storia, e proprio in suo onore sarà battezzato il primo piccolo di Patchi e Juniper.
- Juniper: giovane femmina di Pachyrhinosaurus, appartenente ad un altro gruppo di Pachirinosauri. Incontrerà per la prima volta Patchi alle cascate e sin dall'inizio resterà attratta da lui, ed anche dal buco nel collare osseo. È la sua migliore amica, accompagnandolo in ogni sua avventura, e alla fine ricambierà i sentimenti dell'amico, con cui avrà dei piccoli.
- Scowler: fratello maggiore di Patchi, arrogante, presuntuoso, competitivo con atteggiamento da bullo.[N 3] È il più forte dei suoi fratelli, nonché quello che più di tutti assomiglia al padre Bulldast. Nella seconda parte del film batterà Major nelle "capocciate", diventando capobranco. Tuttavia si rivelerà inadatto a tale ruolo, poiché incapace di valutare i rischi delle sue scelte. Alla fine del film sta per essere ucciso da Gorgon e dai suoi compagni, ma sarà proprio grazie al fratello che si salverà e capirà i suoi errori, rispettando Patchi e cedendogli il ruolo di capobranco.
- Gorgon: feroce e crudele Gorgosaurus, cugino del Tyrannosaurus rex, l'assassino dei genitori di Patchi e Scowler. È l'antagonista principale del film, nonché leader di un branco di Gorgosauri. È noto soprattutto per aver ucciso Bulldast inoltre è anche un dinosauro killer, spietato e famelico, per aver causato verie tragedie al branco di pachirinosauri cercando di ucciderlo insieme ai suoi compagni. Perseguiterà più volte il trio, ma alla fine del film sarà sconfitto e cacciato da Patchi, che gli romperà un braccio anteriore, spezzandogli i denti, tra cui quello ritrovato all'inizio del film.
- Bulldast: padre di Patchi e Scowler, è il primo capobranco del film. Il suo aspetto è molto più simile a quello di Scowler. Vuole molto bene ai suoi figli: all'inizio del film salva Patchi da un Troodonte e nella foresta infuocata si sacrificherà per i suoi due figli combattendo contro Gorgon, venendo sconfitto e ucciso.
- Major: un Pachirinosauro maschio. All'inizio cerca di diventare capobranco, venendo però sconfitto da Bulldast. Con la dipartita del rivale, diventerà effettivamente il leader, ma verrà in seguito sconfitto da Scowler.
- Zio Zack: paleontologo che sta conducendo degli scavi su un sito contenente un fossile di Gorgosauro, che poi si scoprirà appartenere proprio a Gorgon.
- Ricky: nipote adolescente di Zack. Non si interessa più ai dinosauri da molto tempo, ma grazie ad Alex riscoprirà la sua vecchia passione.
- Jade: sorellina di Ricky. A differenza del fratello, lei è entusiasta fin dall'inizio della gita allo scavo paleontologico.

## Produzione
A spasso con i dinosauri, prende il nome dall'omonima serie di documentari andata in onda del 1999, Nel mondo dei dinosauri (Walking with Dinosaurs) prodotto dalla BBC Earth, società della BBC Worldwide. Il film venne diretto da Barry Cook, già regista di Mulan (1998) e co-regista de Il figlio di Babbo Natale (2011), e da Neil Nightingale, direttore creativo della BBC Earth, mentre la sceneggiatura è stata scritta da John Collee. Sia Nightingale che l'amministratore delegato della BBC Earth, Amanda Hill, avevano deciso di produrre un adattamento cinematografico per estendere le competenze ed il marchio della BBC nel campo dei film sulla natura. I due furono ispirati soprattutto da film-documentari come Deep Blue del 2003, e Earth del 2007. Nel giugno del 2010, la BBC Earth entra in accordo con la Evergreen Films per produrre un film sui dinosauri. Nel novembre del 2010, invece, la BBC Earth stipula un accordo con la Reliance Big Entertainment per finanziare la produzione di tre film tra cui A spasso con i dinosauri. La produzione aveva inizialmente contattato Pierre de Lespinois come regista e Neil Nightingale come co-direttore del film. Pierre de Lespinois fu poi sostituito nel marzo 2010 da Barry Cook. Il bilancio totale della produzione ammontava a 80 milioni di dollari. Circa il 70% del budget venne coperto quando la IM Global, società finanziaria e di vendita sostenuta dalla Reliance, ha venduto i diritti cinematografici nel novembre 2010 a diversi distributori presso l'American Film Market. Il bilancio inoltre fu oggetto di agevolazioni fiscali previste per le riprese in Alaska e in Nuova Zelanda. La IM Global copriva direttamente solo il 15% del bilancio.

### Riprese

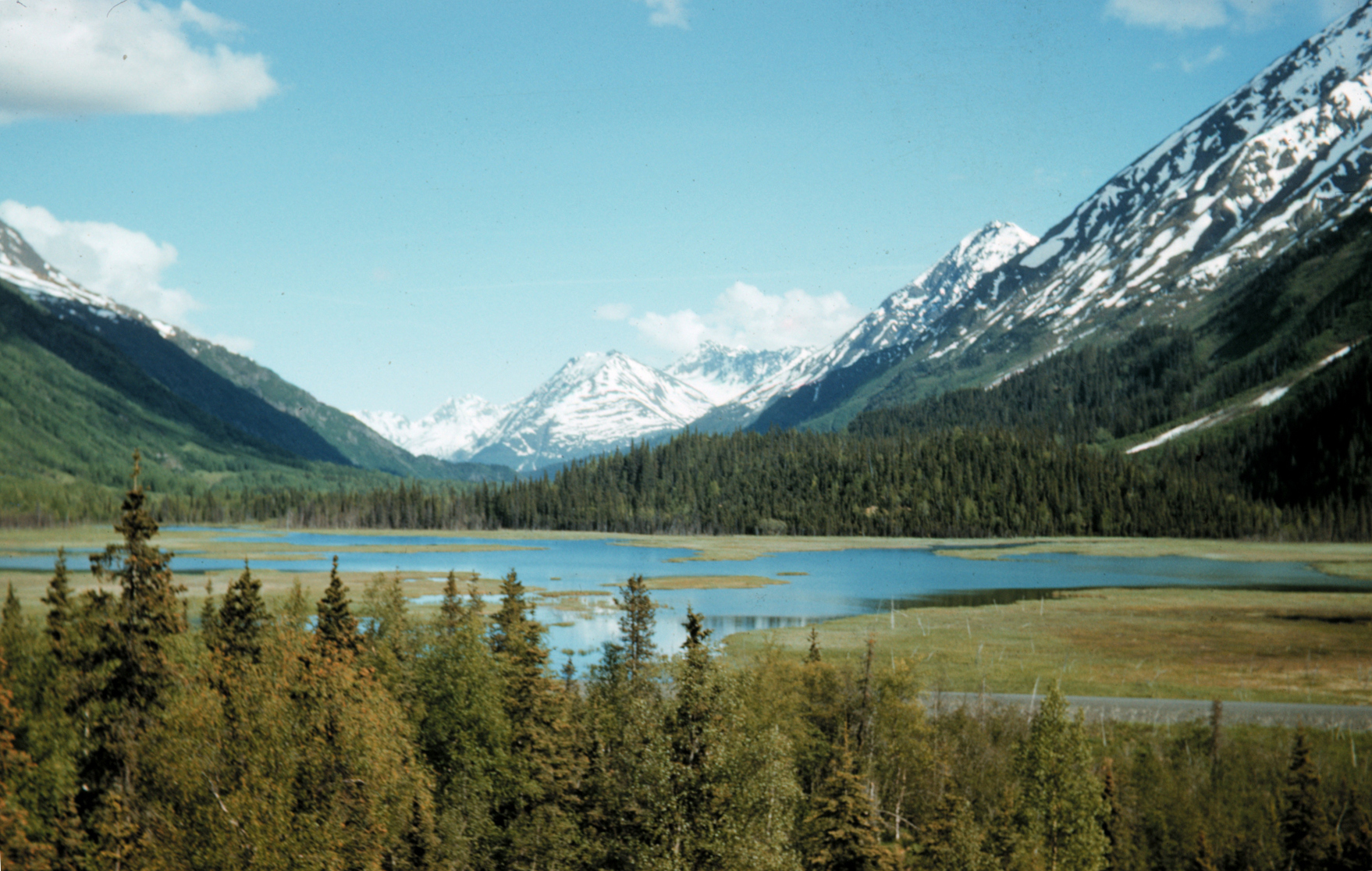
Il paesaggio della penisola Kenai, in Alaska, è stata la scenografia del film.

Il film presenta creature realizzate con animazione computerizzata in contesti live-action. Le diverse sequenze del film vennero girate nell'Isola del Sud in Nuova Zelanda e nella parte meridionale dello stato statunitense dell'Alaska nella Crow Creek Mine vicino Girwood nella penisola di Kenai. Lo stesso direttore Nightingale ha affermato "Questi dinosauri vivevano in un clima temperato, che qui è presente tutto l'anno. Il mondo era un po' più caldo di oggi, con 24 ore di sole in estate e 24 ore di buio in inverno". Le riprese iniziarono nel 2011 in Alaska, dove ha sede la Evergreen Films. I dinosauri del film vissero in Alaska durante il tardo periodo del Cretaceo, circa milioni di anni fa, nella parte più settentrionale del territorio a causa del clima dell'epoca. La scena di caccia dei Gorgosaurus, invece, è stata girata tra le rapide di un fiume in Nuova Zelanda, a bordo di un elicottero e in un gommone.

### Animazione
L'animazione è stata sviluppata dalla Animal Logic, una società con sede in Australia contattata dalla produzione nel gennaio 2011. Il suo coinvolgimento ha creato 140 posti di lavoro nel Nuovo Galles del Sud. Il direttore dell'animazione è Marco Marenghi, già collaboratore nella miniserie omonima della BBC. L'azienda ha lavorato anche con il produttore di animazione Jinko Gotoh, che aveva già contribuito ad altri film d'animazione, tra cui Alla ricerca di Nemo del 2003, e 9 del 2009. Il disegnatore David Krentz, che aveva già lavorato come character design per Dinosauri della Disney, per il film ha realizzato, lavorando con sei paleontologi, circa 20 creature basate sui dinosauri presenti nei siti fossili trovati in Alaska ed in Canada. Krentz inizialmente disegnò i personaggi a matita per poi modellarli virtualmente con il computer. Inoltre i paleontologi, su richiesta della Animal Logic, fornirono disegni tecnici di scheletri di dinosauri in modo che gli animatori potessero ricostruirli virtualmente. Gli animatori hanno poi collaborato con i paleontologi per rendere verosimili i movimenti degli animali.
Per riprodurre il colore dei vari dinosauri, gli animatori si sono ispirati ad animali tuttora viventi come nel caso dei Troodon e degli Hesperonychus: lo schema dei colori del fagiano dorato è stato usato per l'aspetto dell'Hesperonychus, mentre per il Troodon fu utilizzato lo schema dei colori dell'hoatzin. Gli effetti 3D per l'animazione sono stati aggiunti con il sistema Fusion 3D, utilizzato anche per i film Avatar del 2009, di Transformers 3 del 2011 e varie trasmissioni sportive 3D.

### Doppiaggio

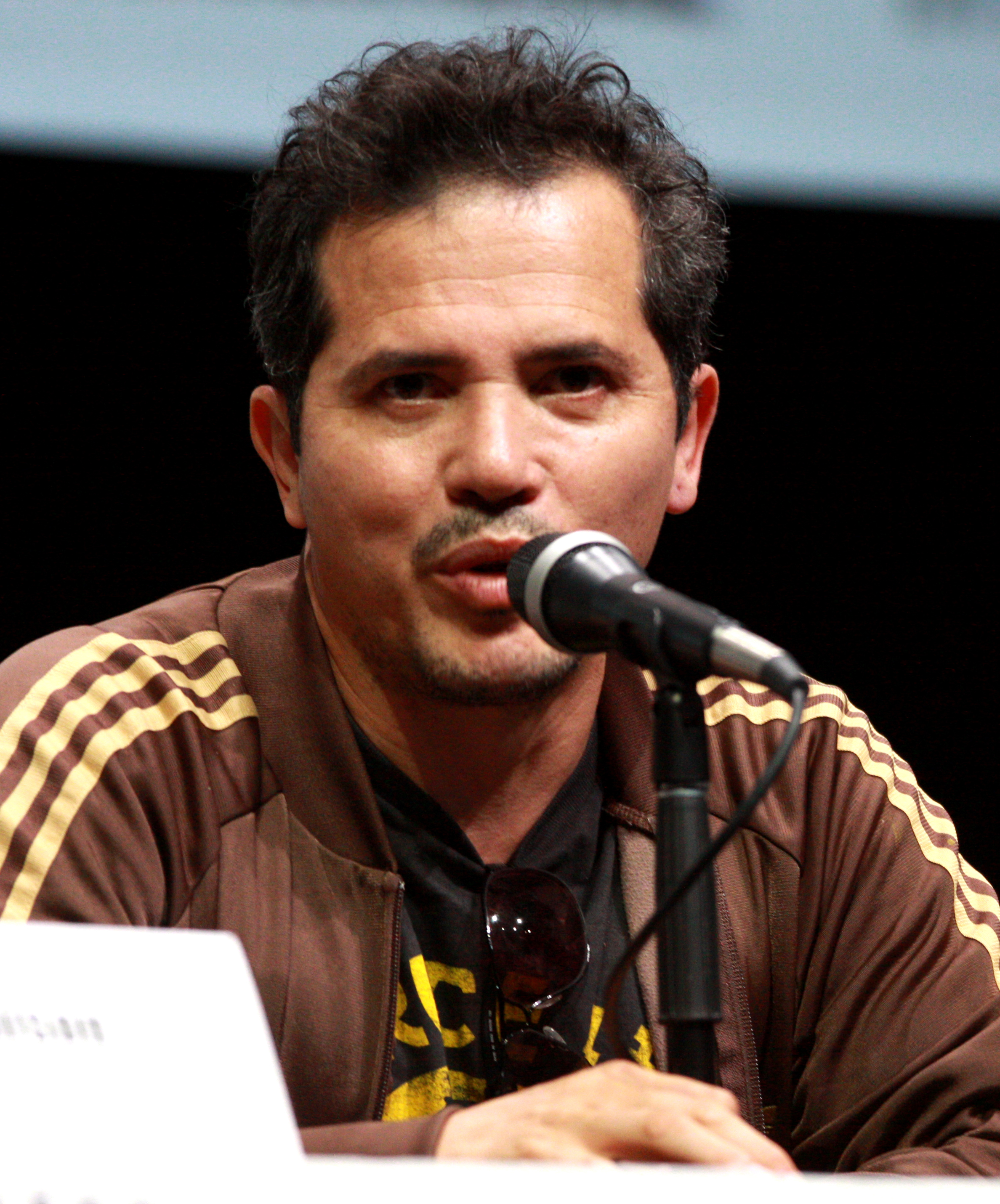
L'attore John Leguizamo, il doppiatore originale di Alex, l'alexornis narratore della storia

Nel film gli attori doppiano solo personaggi principali. Il direttore Barry Cook ha affermato che inizialmente il film doveva essere senza dialoghi per renderlo più realistico, ma si è poi optato per dare voce anche agli animali protagonisti per coinvolgere maggiormente un pubblico di bambini. Tuttavia le voci all'interno del film sono fuori campo e i personaggi non muovono la bocca.

### Creature protagoniste
Ogni creatura, eccetto il Parksosaurus, viene presentata in modalità stop-motion durante il quale viene segnalato il nome dell'animale, il significato di tale nome e la sua dieta. Il Gorgosaurus è l'unico dinosauro a possedere nel film una descrizione dettagliata.
- Alexornis
- Alphadon
- Chirostenotes
- Edmontonia, nel film viene identificato come Anchilosauro
- Edmontosaurus
- Gorgosaurus (Nanuqsaurus in (Prehistoric Planet 3D)
- Hesperonychus
- Pachyrhinosaurus
- Parksosaurus
- Quetzalcoatlus, nel film viene identificato come Pterosauro
- Troodon

## Colonna sonora
Il compositore Paul Leonard-Morgan si è unito alla produzione nel luglio 2013.

## Promozione
La 20th Century Fox ha ampiamente pubblicizzato il film, inoltre ha tenuto un evento di lancio presso il Museo di Storia Naturale della contea di Los Angeles, in California. Sono inoltre stati prodotti diversi giochi riguardanti il film come pupazzi, libri per bambini e altro. Il 13 novembre 2013, la Supermassive Games ha sviluppato per la PlayStation 3 il Wonderbook, A spasso con i dinosauri.

## Distribuzione
La 20th Century Fox ha distribuito il film negli Stati Uniti, nel Regno Unito, Francia, Australia, Giappone, Corea del Sud, America Latina, Italia e altri territori.
A spasso con i dinosauri ha debuttato il 14 dicembre 2013 al Dubai International Film Festival. Il film venne distribuito dalla 20th Century Fox con una proiezione speciale avvenuta a New York il 15 dicembre 2013. Il 20 dicembre 2013 il film è stato distribuito nel Regno Unito, mentre il 1º gennaio 2014 è stato distribuito in Australia e Nuova Zelanda. Il film è stato giudicato sotto molti aspetti come un film per bambini, nonostante nell'intenzione originale avrebbe dovuto destinato ad una fascia d'età compresa tra i 10 e i 17 anni.

### Edizione home video
Il film è stato pubblicato in Blu-ray, Blu-ray 3D e DVD negli Stati Uniti il 25 marzo 2014. Il film è al terzo posto nelle vendite home video, dopo Frozen - Il regno di ghiaccio (2013) e The Wolf of Wall Street (2013). Oltre il 35% delle vendite del film erano relative alla versione Blu-ray. In Italia la distribuzione è iniziata l'8 maggio 2014. Il Blu-ray del film offre anche una "Versione Cretacea" del film, priva cioè delle voci degli animali protagonisti.

## Accoglienza

### Incassi
A fronte di un budget di 80 milioni di dollari ha guadagnato un totale di 126 milioni in tutto il mondo.

### Critica
Nel Wall Street Journal i critici cinematografici hanno scritto: "le maestose immagini digitali sono gravemente compromesse dalla narrazione poco realistica". L'Hollywood Reporter ha scritto: "molti critici hanno deriso il tono infantile delle voci del dialogo… da notare inoltre che gli animali non muovono le labbra". Il sito di aggregazione di rassegne cinematografiche Metacritic ha dichiarato che le recensioni di A spasso con i dinosauri erano sfavorevoli. Su un campione di 21 critici, 10 hanno dato giudizi negativi, 6 giudizi neutri e 5 giudizi positivi. Il sito web ha affermato che "A spasso con i dinosauri vanta certamente una notevole brillantezza visiva, purtroppo è offuscata da una maldestra sceneggiatura dominata da un umorismo infantile". Ha inoltre riferito, "i registi ritenevano che se il dialogo fosse stato troppo serio, il film avrebbe perso l'interesse dei bambini, ma la narrazione è così mal eseguita che il risultato finale non è poi così divertente ed è molto poco educativo".

## Inesattezze storiche
Nonostante il film sia stato indirizzato per un pubblico di minori, lo stesso Nightingale afferma che il film è comunque un'opera divulgativa che disegna con precisione le ultime scoperte della paleontologia. Un team di consulenti scientifici e tecnici ha contribuito al film. Uno dei membri del team è stato il dottor Steve Brusatte dell'Università di Edimburgo, specializzato in paleontologia dei vertebrati. Alcuni dinosauri nel film, possiedono piume. Brusatte ha affermato che: "Negli ultimi 15 anni abbiamo raccolto migliaia di esemplari di dinosauri piumati". Tuttavia, non è ancora stata trovata alcuna prova che dinosauri come il Pachyrhinosaurus ed il Gorgosaurus fossero coperti di piume o lanugine.
A riguardo del Gorgosaurus, lo stesso Cook ha affermato di non aver permesso di mettere delle piume su questo carnivoro per far sì che ricordasse il famoso Tirannosauro di Jurassic Park, tuttavia molti paleontologi ed esperti di dinosauri rimasero delusi da questa scelta. Il paleontologo Antonio Fiorello è stato consulente del film e ha aiutato a determinare quali dinosauri vivessero in Alaska in quel periodo. Don Lessem, scrittore specializzato in dinosauri, ha affermato che A spasso con i dinosauri è stato di certo un miglioramento rispetto al film Jurassic Park, nella rappresentazione dei dinosauri. Lessem ha riconosciuto che la maggior parte dei dinosauri del film e stata correttamente rappresentata, ma ha anche evidenziato la possibilità che il Gorgosaurus fosse piumato. Ha inoltre affermato che lo scenario dell'Alaska preistorica era soltanto “uno scenario spettacolare”, ma al tempo dei dinosauri non era mai esistito.